# Mike Dancis
Mikelis Reinis Dancis, dit Mike Dancis, né le 10 septembre 1938 à Riga en Lettonie et mort le 29 janvier 2020 à Adélaïde (Australie), est un joueur letton naturalisé australien de basket-ball. Il évoluait au poste de pivot. 

## Biographie
Il a été membre de l'équipe australienne lors des Jeux olympiques de 1964 à Tokyo. 
Famille :
Mike Dancis est le frère de George Dancis.